# Paul Park
Paul Park, né le 1er octobre 1954 à North Adams au Massachusetts, est un auteur américain de science-fiction et fantasy. Il vit dans l’Ouest du Massachusetts avec sa femme et leur fille Miranda.

## Œuvres

### SérieThe Starbridge Chronicles
1. (en) Soldiers of Paradise, 1987
2. (en) Sugar Rain, 1989
3. (en) The Cult of Loving Kindness, 1991

### SérieRoumania
1. (en) A Princess of Roumania, 2005
2. (en) The Tourmaline, 2006
3. (en) The White Tyger, 2007
4. (en) The Hidden World, 2008

### Divers
- (en) Coelestis, 1993Paru aux États-Unis en 1995 sous le titre Celestis
- (en) The Gospel of Corax, 1996
- (en) Three Marys, 2003
- (en) No Traveller Returns, 2004Roman court
- (en) If Lions Could Speak, Rockville, 2002Recueil de nouvelles